# Christa McAuliffe
Pour les articles homonymes, voir McAuliffe.
Sharon Christa Corrigan McAuliffe, née le 2 septembre 1948 à Boston dans le Massachusetts et morte le 28 janvier 1986 dans l'accident de la navette spatiale Challenger, était professeur de sciences sociales à la Concord High School (New Hampshire) (en) et astronaute américaine qui était  destinée à être la première civile à aller dans l’espace.

## Biographie
Diplômée de l'université d'État de Framingham (Bachelor of Arts, 1970), et de l'université d'État de Bowie du Maryland (Master of Arts, 1978), cette professeure féministe, fut choisie par la National Aeronautics and Space Administration (NASA), en 1984 parmi 11500 candidats, pour embarquer à bord de la 10e mission de la navette Challenger en tant que première « passagère » de l'espace. Ce choix symbolique s'est porté sur une enseignante très représentative de la middle class américaine. La volonté du président américain Ronald Reagan était de rendre un jour l'espace accessible à tous, elle devait être le symbole (dûment choisi) de ce tournant dans l'histoire de la conquête spatiale[réf. nécessaire].

## Vol réalisé

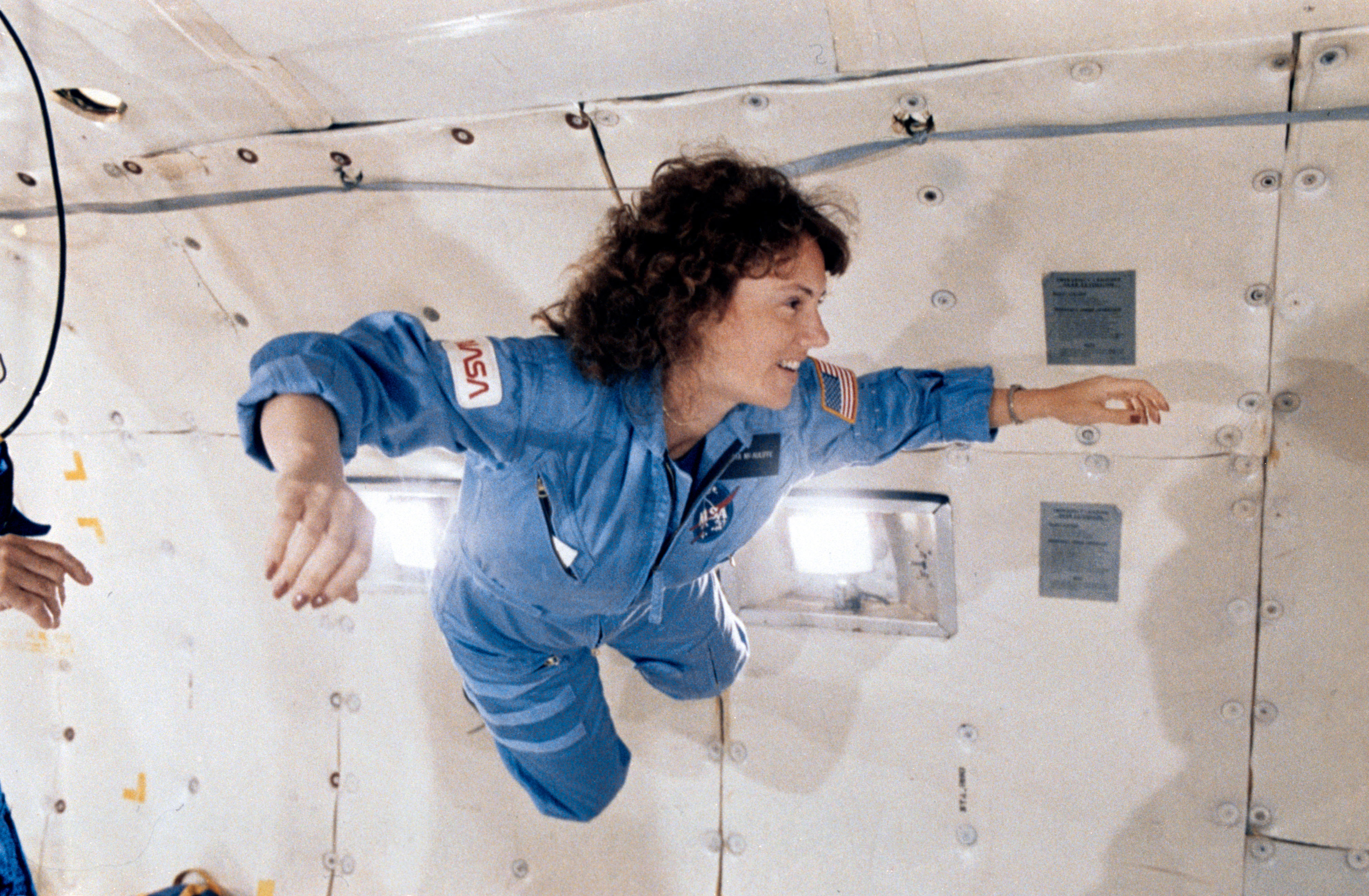
Christa McAuliffe en impesanteur lors d'un vol en gravité réduite à bord d'un avion Boeing KC-135 Stratotanker.

Son embarquement à bord de la navette insuffla un nouvel intérêt à la mission qui prit une ampleur plus populaire qu'un vol dit normal. Celle que l'on surnommait la « prof de l'espace » devait donner un cours en direct depuis l'espace, essentiellement sur la comète de Halley, dont Challenger était chargée d'effectuer une mission d'observation (en plus de la mise en orbite d'un satellite).
Elle périt lors de l'explosion qui survint 73 secondes après le décollage le matin du 28 janvier 1986, alors retransmis en direct (voir STS-51-L et accident de la navette spatiale Challenger).
Sa doublure était Barbara Morgan, qui volera plus de 21 ans plus tard, lors du vol STS-118, le 8 août 2007.

## Héritage
Christa McAuliffe est enterrée au cimetière de Blossom Hill, situé dans sa ville natale de Concord (New Hampshire). De nombreux événements lui ont depuis rendu hommage, par exemple durant la course automobile du Daytona 500 en 1986. Le McAuliffe-Shepard Discovery Center de Concord et le Christa Corrigan McAuliffe Center for Education and Teaching Excellence de l'université d'État de Framingham portent aussi son nom, de même que l'astéroïde Amor (3352) McAuliffe, le cratère McAuliffe sur la Lune, ainsi qu'un cratère de la planète Vénus, nommé « McAuliffe » par l'Union des républiques socialistes soviétiques (URSS). Environ 40 établissements scolaires à travers le monde portent son nom, dont le Christa McAuliffe Space Education Center à Pleasant Grove dans l'Utah.
Des bourses d'études et d'autres événements ont également été créés en sa mémoire. La Christa McAuliffe Technology Conference, qui est organisée chaque année depuis 1986 à Nashua dans le New Hampshire, est consacrée à l'utilisation de la technologie dans tous les aspects de l'éducation. Le Nebraska Christa McAuliffe Prize For Courage and Excellence in Education honore aussi chaque année un enseignant du Nebraska pour son courage et son excellence en matière d'éducation. En son nom, des bourses sont enfin distribuées à des enseignants innovants par l'American Association of State Colleges and Universities et le National Council for the Social Studies,.
En 1990, son rôle est interprété par l'actrice Karen Allen dans le téléfilm Challenger. Par ailleurs, le vaisseau spatial de la série de science-fiction pour enfants Space Cases (1996-1997), qui raconte l'histoire d'un groupe d'élèves perdus dans l'espace, s'appelle « Christa ».
En 2006, un film documentaire sort sur elle et Barbara Morgan, intitulé Christa McAuliffe: Reach for the Stars, diffusé sur la chaîne de télévision Cable News Network (CNN), sous le format CNN Presents. Le film, produit par Renee Sotile et Mary Jo Godges, commémore le 20e anniversaire de sa mort. Il est narré par l'actrice Susan Sarandon et comprend une chanson originale de la chanteuse Carly Simon.

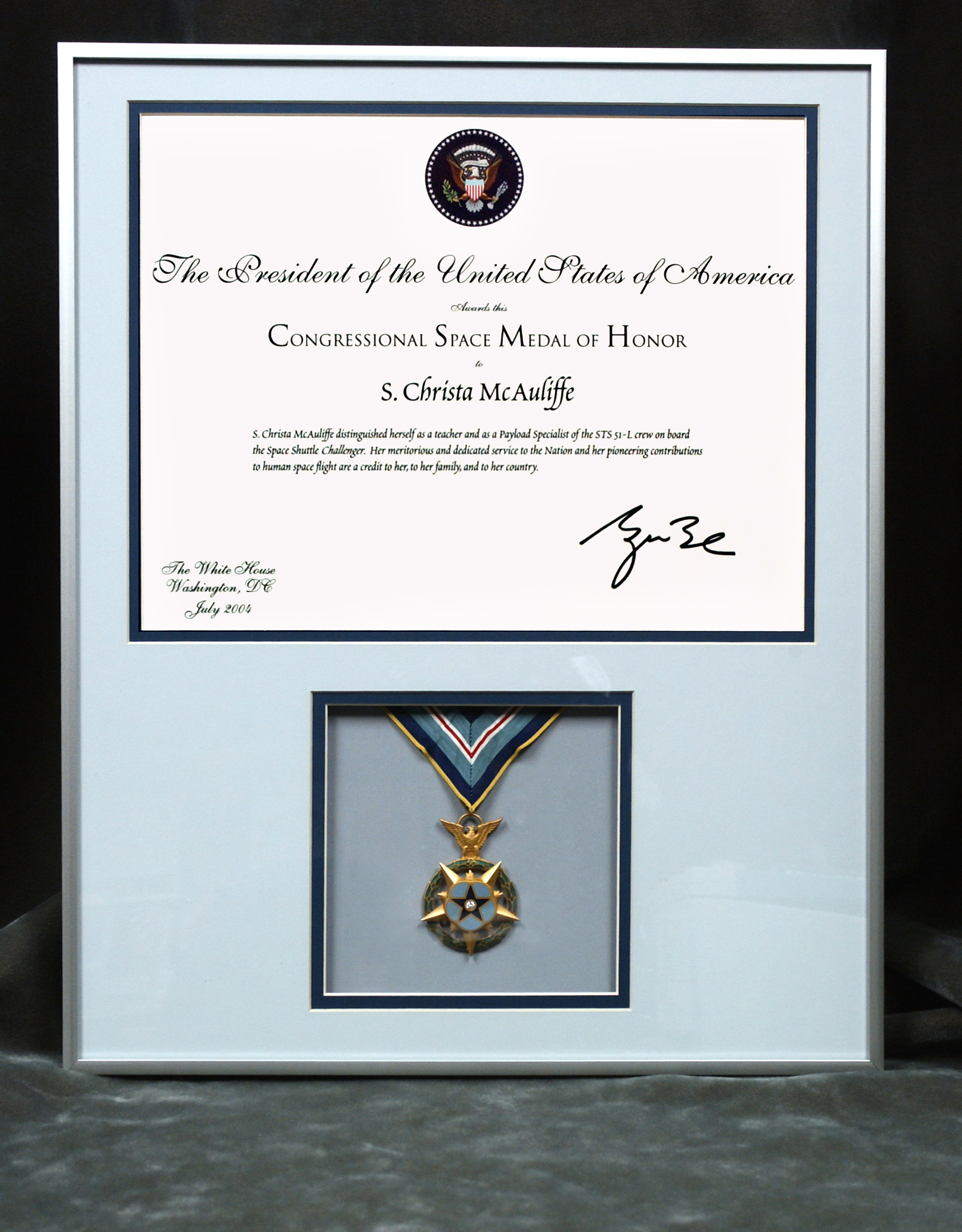
La Congressional Space Medal of Honor, donnée à Christa McAuliffe.

Ses parents ont collaboré avec l'université d'État de Framingham pour créer le Christa Corrigan McAuliffe Center for Education and Teaching Excellence. Son mari, Steven J. McAuliffe, s'est remarié et est devenu juge fédéral en 1992. Il siège au United States District Court for the District of New Hampshire à Concord. Son fils, Scott, a terminé des études supérieures en biologie marine et sa fille, Caroline, a poursuivi la même carrière que sa mère : l'enseignement.
Le 23 juillet 2004, elle et les 13 autres astronautes décédés dans les accidents Challenger et Columbia reçoivent à titre posthume la Congressional Space Medal of Honor par le président américain George W. Bush.
Le 28 janvier 2016, plusieurs enseignants qui ont concouru aux côtés de Christa McAuliffe pour un siège sur la navette Challenger se sont rendus à Cap Canaveral, en Floride, pour une cérémonie commémorative du 30e anniversaire de sa mort, en présence de son veuf, Steven et de son fils, Scott. Après avoir remarqué que trois décennies s'étaient écoulées, Steven déclare : « Challenger sera toujours un événement qui s'est produit récemment. Nos pensées et nos souvenirs de Christa seront toujours frais et réconfortants ».
En 2017, Christa McAuliffe est intronisée au sein de l'International Air & Space Hall of Fame du musée de l'air et de l'espace de San Diego.
En 2019, le Congrès des États-Unis adopte le Christa McAuliffe Commemorative Coin Act, qui est promulguée par le président Donald Trump le 9 octobre 2019. Le projet de loi autorise le département du Trésor des États-Unis à « émettre pas plus de 350 000 pièces de 1 dollar en hommage à Christa McAuliffe ». Les pièces seront frappées en 2021,.

Le 2 septembre 2024, où elle aurait eu ses 76 ans, une statue a été dévoilée au Capitole de l'État du New Hampshire, sculptée par l'artiste Benjamin Victor et mesurant 2,40 de haut. Une citation de McAuliffe est inscrite sur le côté du piédestal : « I touch the future, I teach » (j'atteins l'avenir en enseignant)

## Documentaire
- Le drame Challenger - Ultime mission, documentaire, 55 minutes, 2019.
- Le dernier vol de la navette Challenger (en), série documentaire Netflix, 2020.